# 奧爾德菲爾德 (密蘇里州)
奧爾德菲爾德（英語：Oldfield）是位於美國密蘇里州克里斯蒂安縣的非建制地區。

## 歷史
奧爾德菲爾德的郵局自1900年營運至今。

## 地理
奧爾德菲爾德所處的海拔為高於海平面421米（即1381英呎），而該地所採用的時區為UTC-6，即北美中部時區（CST）。同時該地設有夏令時間，為UTC-6調快一小時，即UTC-5（CDT）。